# Samson & Gert 10
Samson & Gert 10 is het elfde cd-album van de serie Samson en Gert. Het album verscheen op 20 juni 2000. Dit album bevat 2 CD's en werd uitgegeven vanwege het 10-jarig bestaan van Samson & Gert. Er staan enkele nieuwe liedjes op maar ook enkele van voorgaande albums. Op het album zijn de stemmen van Danny Verbiest als Samson en Gert Verhulst als Gert te horen. De teksten zijn van Danny Verbiest, Gert Verhulst, Hans Bourlon en Ivo de Wijs. De muziek is van de hand van Johan Vanden Eede en Johan Bouttery. In sommige liedjes zingt het koor De Wamblientjes mee o.l.v. Johan Waegeman.

## Tracklist

### CD 1
| 1.                   | Bim bam bom               | 2:57 |
| 2.                   | Wie gaat er mee?          | 2:08 |
| 3.                   | Samen op de moto          | 3:31 |
| 4.                   | De mooiste dromen         | 3:22 |
| 5.                   | Ochtendgymnastiek         | 3:54 |
| 6.                   | Joebadoebadoe             | 3:09 |
| 7.                   | Drummer                   | 3:58 |
| 8.                   | Piraten-potpourri         | 5:26 |
| 9.                   | In de disco               | 3:51 |
| 10.                  | Bowlen                    | 3:27 |
| 11.                  | Wakker worden             | 3:35 |
| 12.                  | Wij zijn bij de brandweer | 3:28 |
| Totale duur: ± 43.00 |                           |      |

### CD 2
| 1.                   | Vooruit                  | 2:48 |
| 2.                   | In het oerwoud           | 4:01 |
| 3.                   | S.O.S.                   | 3:25 |
| 4.                   | De koekoeksklok          | 3:37 |
| 5.                   | Roeien                   | 2:47 |
| 6.                   | Alles is op              | 3:27 |
| 7.                   | Bobientje gaat verhuizen | 3:22 |
| 8.                   | Ik ben verliefd          | 3:31 |
| 9.                   | De trampoline            | 3:46 |
| 10.                  | De pruikentijd           | 2:57 |
| 11.                  | Bij Heidi in Tirol       | 3:26 |
| 12.                  | Samsonrock               | 2:28 |
| Totale duur: ± 40.00 |                          |      |

*De vetgedrukte liedjes zijn nieuw 

## Hits
Dit album stond in België van 1 juli 2000 tot 7 oktober 2000 (15 weken) in de Ultratop 50 (Vlaanderen) waarvan het 2 weken op nummer 5 stond.